# Katarina Madirazza
Katarina Madirazza (rođ. Strahinić) (Zagreb, 24. listopada 1992.) je hrvatska kazališna, filmska i televizijska glumica.

## Životopis
Rođena je u Zagrebu gdje je diplomirala na Akademiji dramskih umjetnosti. Jedan semestar provela je na Praškoj filmskoj akademiji. Sudjelovala je na raznim glumačkim festivalima u Hrvatskoj i inozemstvu, te raznim projektima Akademije dramskih umjetnosti u Zagrebu. Članica je Gradskog kazališta Zorin dom u Karlovcu.
Do sada je imala najznačanije uloge u tinejdžerskoj seriji "Nemoj nikome reći" i u njemačkom filmu "Winnetou i stari Shatterhand", a glumila je i u velikom broju kratkih filmova.

## Filmografija

### Televizijske uloge
- "Dar mar" kao Daliborka 'Dada' Jakelić (djev. Grob) (2020. – 2021.)
- "Ko te šiša" kao Sanja Rezek (2017. – 2020.)
- "Zvijezde pjevaju" kao natjecateljica (s Perom Galićem) (2019.)
- "Nemoj nikome reći" kao Adela (2015. – 2017.)
- "Prelaženje granica" kao Early Riser (2015.)
- "Na terapiji" kao Sara (2013.)

### Filmske uloge
- "Teret" (kratki film) kao službenica u banci (2017.)
- "Ko te šiša" kao Sanja (2016.) - pilot film
- "Winnetou: Novi svijet" kao Ochina (2016.)
- "Großstadtfieber" (kratki film) kao Valisia (2016.)
- "Arene" (kratki film) kao Arene (2016.)
- "Nakaza" (kratki film) kao prijateljica (2015.)
- "Povjetarac" (kratki film) kao Katie (2015.)
- "Bilješke o želji" (kratki film) kao žena (2015.)

### Sinkronizacija
- "Cvrčak i Mravica" kao Antena (2023.)
- "DC Liga Super-ljubimaca" kao PB (2022.)
- "Tom i Jerry" kao Joy i žena (2021.)
- "Playmobil Film" kao Glinara (2020.)

## Vanjske poveznice
- Katarina Madirazza u internetskoj bazi filmova IMDb-u (engl.)
- Profil Katarine Madirazza na Duart-European Actors Platform